# Hold You Down
Hold You Down (Držet tě dole) je druhá a poslední píseň z alba Rebirth americké zpěvačky Jennifer López. S písní ji vypomohl rapper Fat Joe, který vydal na svém albu All Or Nothing remix této písně pod názvem Eliel Remix.
Píseň nedosáhla velkých úspěchů jako předešlá Get Right, pouze skromné úspěchy v některých částech světa. Píseň opět produkoval Cory Rooney, který s Jennifer López pracoval i v minulosti. Mnoho lidí neskrývalo své rozpačité názory nad vydáním Hold You Down, pro většinu byla tato volba nevhodná.
Videoklip se odehrává v Bronxu. Jennifer López je v něm zachycena jak zpívá na vrcholku budovy a na chodbě, Fat Joe pro změnu chodí po ulici.

## Umístění ve světě
| Hitparáda (2005) | Umístění |
| ---------------- | -------- |
| Austrálie        | 17       |
| Belgie           | 9        |
| Brazílie         | 37       |
| Kanada           | 56       |
| Kolumbie         | 11       |
| Nizozemsko       | 38       |
| Evropa           | 37       |
| Německo          | 44       |
| Irsko            | 15       |
| Itálie           | 22       |
| Japonsko         | 55       |
| Mexiko           | 23       |
| Nový Zéland      | 14       |
| Španělsko        | 18       |
| Švýcarsko        | 44       |
| Velká Británie   | 6        |
| USA              | 64       |

## Úryvek textu
You don't know how much you mean to me
Whenever you down
You know that you can lean on me
No matter the situation
Boy, I'm gon' hold you down